# Naugawan Sadat
Naugawan Sadat é uma cidade e uma nagar panchayat no distrito de Jyotiba Phule Nagar, no estado indiano de Uttar Pradesh.

## Demografia
Segundo o censo de 2001, Naugawan Sadat tinha uma população de 27,075 habitantes. Os indivíduos do sexo masculino constituem 52% da população e os do sexo feminino 48%. Naugawan Sadat tem uma taxa de literacia de 44%, inferior à média nacional de 59.5%: a literacia no sexo masculino é de 51% e no sexo feminino é de 37%. Em Naugawan Sadat, 18% da população está abaixo dos 6 anos de idade.